# 이타쿠라 시게쓰네

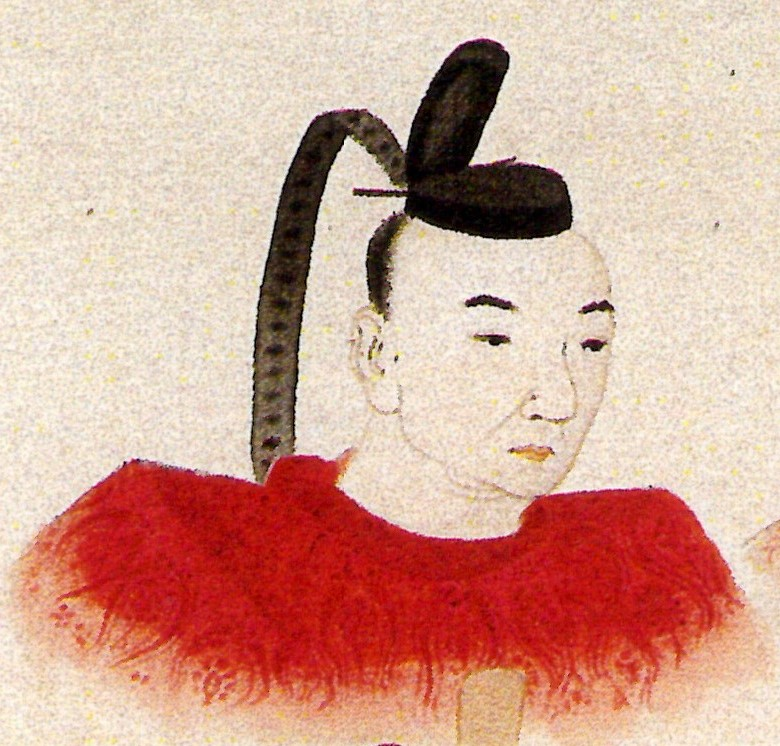
이타쿠라 시게쓰네

이타쿠라 시게쓰네(일본어: 板倉重常, 1643년 12월 3일 ~ 1688년 9월 1일)는 시모사 세키야도 번 제3대 번주, 이세 가메야마 번 초대 번주를 지냈다. 이타쿠라 종가(板倉宗家) 제4대 당주.
세키야도 선대 번주 이타쿠라 시게사토의 장남으로 태어났다.
| 전임 이타쿠라 시게사토 | 이타쿠라씨 당주 1662년 ~ 1688년 | 후임 이타쿠라 시게후유 |

| 전임 이타쿠라 시게사토 | 제3대 세키야도 번 번주 (이타쿠라가) 1662년 ~ 1669년 | 후임 구제 히로유키 |

| 전임 이시카와 노리유키 | 제1대 이세 가메야마 번 번주 (이타쿠라가) 1669년 ~ 1688년 | 후임 이타쿠라 시게후유 |